# NGC 3233
NGC 3233 ist eine Balken-Spiralgalaxie mit ausgedehnten Sternentstehungsgebieten vom Hubble-Typ SBa im Sternbild Hydra südlich der Ekliptik. Sie ist schätzungsweise 156 Millionen Lichtjahre von der Milchstraße entfernt und hat einen Durchmesser von etwa 85.000 Lichtjahren.
Im selben Himmelsareal befindet sich u. a. die Galaxie NGC 3240.
Das Objekt wurde im Jahr 1886 von Ormond Stone entdeckt.

## NGC 3233-Gruppe (LGG 195)
| Galaxie   | Alternativname | Entfernung/Mio. Lj |
| --------- | -------------- | ------------------ |
| NGC 3233  | PGC 30336      | 156                |
| NGC 3240  | PGC 30515      | 150                |
| PGC 30204 | ESO 567-051    | 156                |